# Nektor
Nektor är en musikgrupp från Närpes, Finland. Sången går på Närpesbornas genuina dialekt.

## Diskografi

### Album
- 2005 - Knoll 'Em All

01. Ja ha supi bort Bruden 02. Naglan
03. Slak Snok 04. Riitarin
05. Sexskjutarkaar 06. Skreppor
- 2006 - Shell Awaits

01. Shell Awaits 02. Ekälpetter
03. Tjöckpojk i Drakan 04. Balladen om Ekälpetter
05. Stålkar 06. Fåglan
07. Tresprit
- 2007 - The Ultimate Finn

01. Nattenas Riddarär 02. Österskogsmonster
03. Va tyst Kvinn!
04. Matti å Mervi (boozar i backan)
05. In Finn ska va in Finn 06. Gasbaston
07. Ti Sjöss 08. Enare Träsk
- 2008 - Powerläsk

01. Kom ti Riian så ska et få sii an 02. E Lätt ti va e Smällfätt Ätt
03. Netjin i Biilin i Kiilin!
04. Tett Mäsk je mett Läsk
- 2016 - Walls of Närko

01. ABC
02. Kärlek
03. Gran Canaria
04. Sup Me Gid
05. Tjuren från Bocentrum
06. Ockupation
07. Konfrontation
08. Isolation
09. Reflektion
10. Realisation